# Киккерс (футбольный клуб, Эмден)
«Ки́ккерс» Э́мден — немецкий футбольный клуб из города Эмден (Нижняя Саксония). С сезона 2024/25 выступает в Региональной лиге «Север». Клуб основан 24 марта 1946 года, домашние матчи проводит на арене «Эмдбена-штадион», вместимостью 7200 зрителей. Каких-либо выдающихся достижений у команды на данный момент нет.

## История

### Ранняя история
Клуб начал играть в футбол в 1928 году, как секция гимнастического клуба Emder Turnverein, который был, в свою очередь, основан в 1861 году. Независимый футбольный клуб увидел свет только 24 марта 1946 года, после существования нескольких местных футбольных объединений, которые, в связи с организационными изменениями в немецком обществе после Второй мировой войны, были расформированы.

### 1949—1970
В 1949 году клуб поднимается в Любительскую Оберлигу «Нижняя Саксония-Запад» (нем. Amateuroberliga Niedersachsen-West), второй дивизион по футболу в то время в стране. Успешно отыграв сезон, команда заняла первое место, и претендовала на то, чтобы подняться в Оберлигу Север, дивизион первого уровня, но повышения не произошло. В последующее десятилетие клуб превратился в команду-середнячка Любительской Оберлиги «Нижняя Саксония-Запад», и после этого «соскользнули» ниже, в четвёртый дивизион — Вербендслигу «Нижняя Саксония-Запад», в 1964 году. Вернулась команда в теперь уже Любительскую лигу «Нижняя Саксония» только в 1970 году, но после трёх сезонов снова «вылетели».

### 1994-н.в.
Первое место в третьем дивизионе — Любительской Оберлиге «Север» — в сезоне 1993—1994 гг., давало право команде подняться во Вторую бундеслигу, однако, этого не произошло, так как в после-сезонном соревновании команда уступила «место плей-офф» другой команде. Клуб продолжил соревнования в новосозданной Региональной лиге «Север» и, в последующие четыре сезона так и не поднялась выше девятого места в своём дивизионе.
| Сезон     | Дивизион                             | Место                                                        |
| 1999-2000 | Оберлига Нижняя Саксония/Бремен (IV) | (не прошла в вышестоящую лигу из-за изменения в системе лиг) |
| 2000-01   | Оберлига Нижняя Саксония/Бремен      | 2                                                            |
| 2001-02   | Оберлига Нижняя Саксония/Бремен      | 8                                                            |
| 2002-03   | Оберлига Нижняя Саксония/Бремен      | 6                                                            |
| 2003-04   | Оберлига Нижняя Саксония/Бремен      | 1 (не прошла выше по иным причинам)                          |
| 2004-05   | Оберлига Север (IV)                  | 1 (прошла выше)                                              |
| 2005-06   | Региональная лига «Север» (III)      | 9                                                            |
| 2006-07   | Региональная лига «Север»            | 4                                                            |
| 2007-08   | Региональная лига «Север»            | 9                                                            |
| 2008-09   | Третья лига (III)                    | 6 (вылет)                                                    |
| 2009-10   | Оберлига Нижняя Саксония-Запад (V)   | 5                                                            |
| 2010-11   | Оберлига Нижняя Саксония (V)         |                                                              |